# Deutscher Soldatenfriedhof Langemark
De Deutscher Soldatenfriedhof Langemark is een militaire begraafplaats in het Belgische dorp Langemark. Er rusten meer dan 44.000 Duitse en twee Britse soldaten die sneuvelden in de Eerste Wereldoorlog. De begraafplaats ligt ruim een halve kilometer ten noorden van het dorpscentrum. De site staat sinds 2023 op de Unesco-Werelderfgoedlijst als onderdeel van inschrijving Begraafplaatsen en herdenkingssites van de Eerste Wereldoorlog (Westelijk Front).

## Kenmerken
De begraafplaats heeft een zwaar rechthoekig toegangsgebouw. Daarachter ligt het Alter Friedhof, het oudste laagste deel van de begraafplaats, waar meer dan 10.100 gesneuvelden liggen, waarvan er ruim 6.300 geïdentificeerd konden worden. Centraal ligt daarin het kameradengraf, waarin bijna 25.000 niet geïdentificeerde soldaten werden begraven. Daarrond staan blokken met de namen van bijna 17.000 soldaten van wie men zeker is dat ze in het massagraf liggen. Het noordelijk deel van de begraafplaats, het Einbettungsfriedhof Nord, is iets hoger gelegen en telt nog eens ruim 9.000 geïdentificeerde soldaten. Achteraan staat een beeldengroep van Emil Krieger, die vier treurende soldaten voorstelt. De begraafplaats wordt onderhouden door de Volksbund Deutsche Kriegsgräberfürsorge.

## Geschiedenis
Langemark lag tijdens de oorlog aan de frontlinie. In oktober 1914 ontstond op deze plaats een Britse begraafplaats. Het gebied viel in Duitse handen na de gasaanval van 22 april 1915. In de zomer van 1917 werd het gebied heroverd; van het Duits Lenteoffensief in het voorjaar van 1918 tot het einde van de oorlog werd het nogmaals Duits. Na de oorlog was de begraafplaats, Langemarck-Nord of Nr. 123 genoemd, een van 17 Duitse begraafplaatsen in Langemark. Er lagen ruim 850 doden, waarvan ruim 620 Duitsers. Andere begraafplaatsen uit de omgeving werden ontruimd en naar hier overgebracht, zodat de begraafplaats groeide tot ruim 10.100 gesneuvelden. De begraafplaats werd in de jaren 30 ingericht door de Volksbund Deutsche Kriegsgräberfürsorge. Dit is het huidige lager gelegen gedeelte. Een poortgebouw werd gebouwd, met daarachter een open ruimte. Op het hoger gelegen gedeelte aan de noordkant van de begraafplaats kwam een klaprozenveld.
In de jaren 50 werden de begraafplaatsen die verspreid lagen over Vlaanderen teruggebracht tot vier. De stoffelijke resten van de begraafplaatsen werden overgebracht naar de verzamelbegraafplaatsen van Hooglede, Langemark, Menen en Vladslo. Men bracht graven over van Aiseau,  Staden, Westrozebeke, Poelkapelle, Moorslede, Passendale, Zonnebeke en Zillebeke. De open ruimte bij het poortgebouw werd vergroot en hier werd een massagraf aangelegd waar 25.000 niet geïdentificeerde soldaten werden bijgezet. Aan dit massagraf kwam de beeldengroep van E. Krieger, die in de jaren 80 naar achteren werd verplaatst.
De begraafplaats wordt ook het Studentenfriedhof genoemd. Op 21 oktober 1914 werden het Duitse 26e en 27e Reservekorps ingezet om de Britse en Franse troepen in Langemark aan te vallen, om zo een doorbraak naar Ieper te forceren. De Duitse troepen waren echter onervaren en werden massaal afgeslacht door de Britten en Fransen, die op dat moment veel meer ervaring hadden. In november verspreidde de Duitse legerleiding het bericht dat de jonge regimenten ten westen van Langemark de eerste vijandelijke linie hadden doorbroken, terwijl ze "Deutschland, Deutschland über alles" zongen. Deze bewering klopte dus niet, er werden geen vijandelijke posten overwonnen en men verzweeg dat de Flandernschlacht was vastgelopen in de modder van de IJzer, maar het positieve bericht werd gretig overgenomen door de Duitse kranten en een mythe was ontstaan. De jonge regimenten bestonden volgens de mythe hoofdzakelijk uit studenten (in werkelijkheid was slechts één op de drie student), wat aanleiding gaf tot de naam Studentenfriedhof. De naam Langemark werd een begrip tijdens het interbellum: tot op de dag van vandaag zijn er nog altijd Duitse steden met een Langemarckstrasse. Tijdens de Tweede Wereldoorlog bezocht Adolf Hitler de begraafplaats om de toenmalige helden te eren. Het Vlaams Legioen werd in 1943 omgevormd tot de 6. SS-Freiwilligen-Sturmbrigade Langemarck, later de 27. SS-Freiwilligen-Grenadier-Division Langemarck.
De begraafplaats werd heringericht door architect Robert Tischler en werd beschermd als monument. Het is een van de drukst bezochte sites in de Westhoek.

## Graven
- Werner Voss, Duitse gevechtspiloot
- Vlak bij de ingang van de begraafplaats staat een gedenkplaat voor twee Britse slachtoffers: Albert Carlill, soldaat bij het The Loyal North Lancashire Regiment, hij stierf als krijgsgevangene en werd begraven in Louvain Communal Cemetery maar zijn lichaam werd later niet meer teruggevonden en Leonard Harry Lockley, soldaat bij de Seaforth Highlanders. Zij staan bij de Commonwealth War Graves Commission geregistreerd onder Langemark German Military Cemetery.[2]

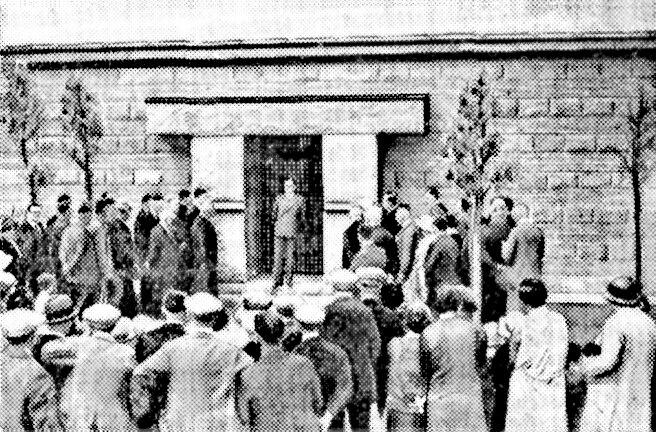
Sacred uur bij het monument van Langemark (10 juli 1932)
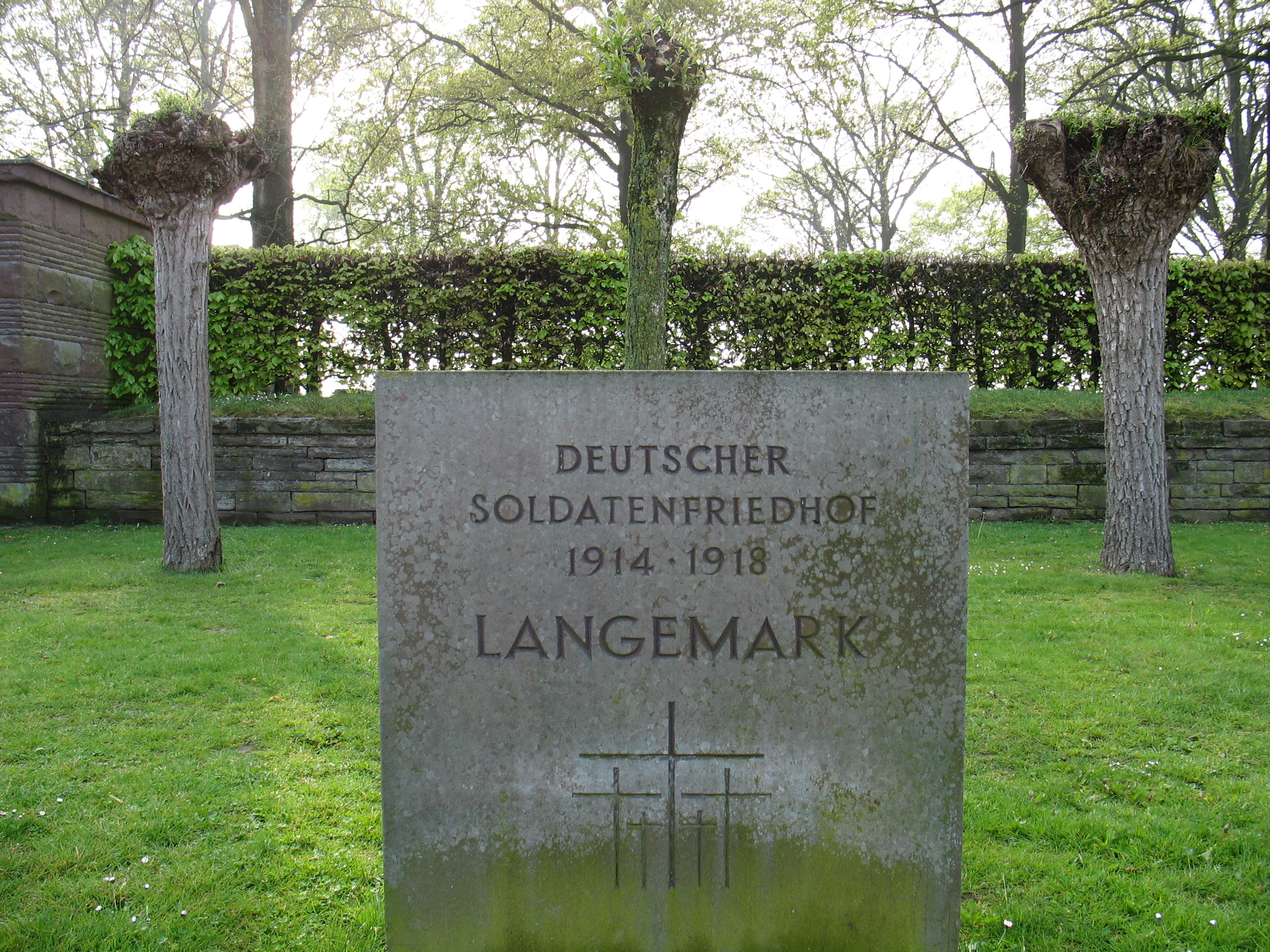
Monoliet Deutscher Soldatenfriedhof 1914-1918 Langemark
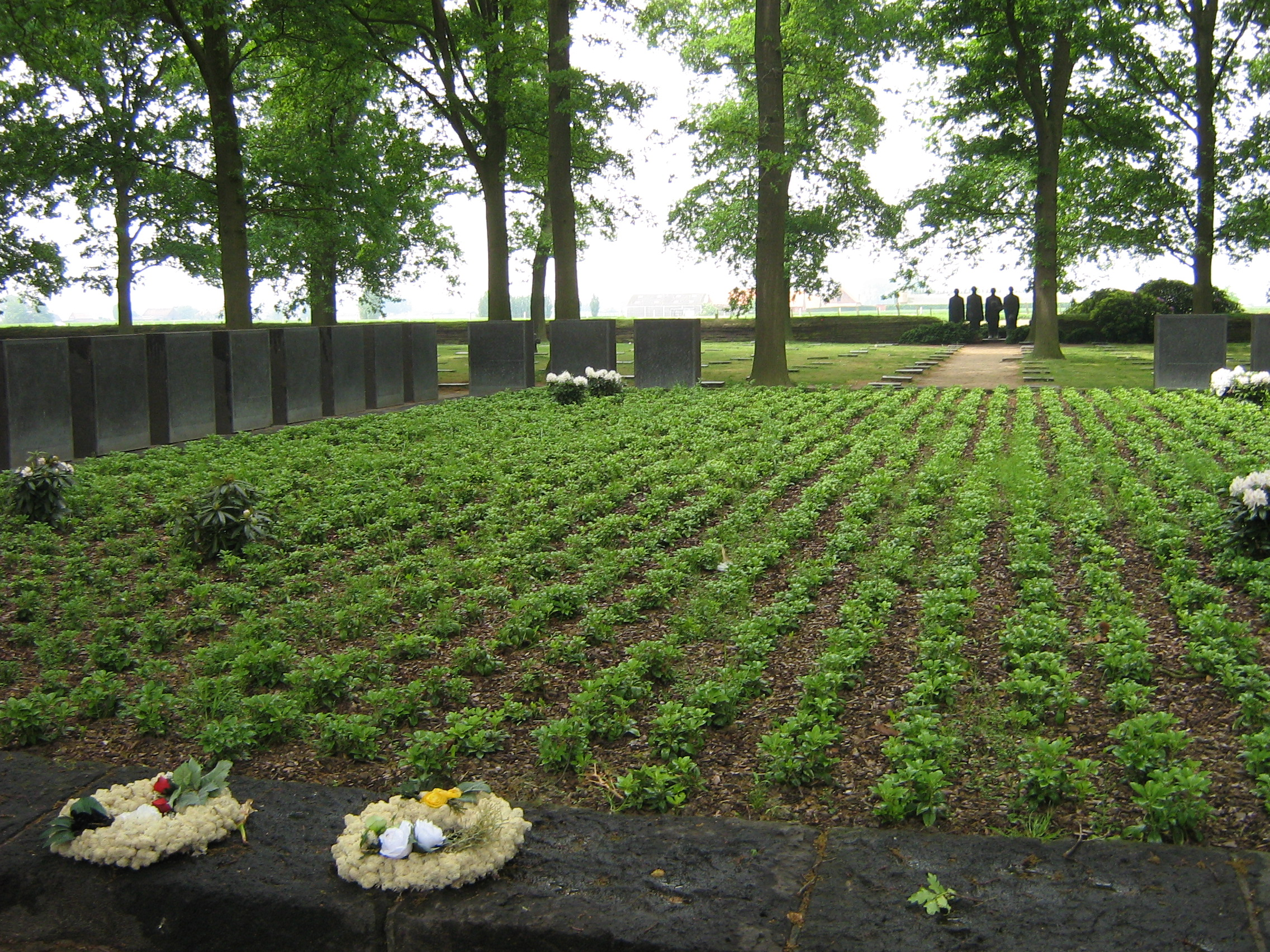
Massagraf, met achteraan de beeldengroep
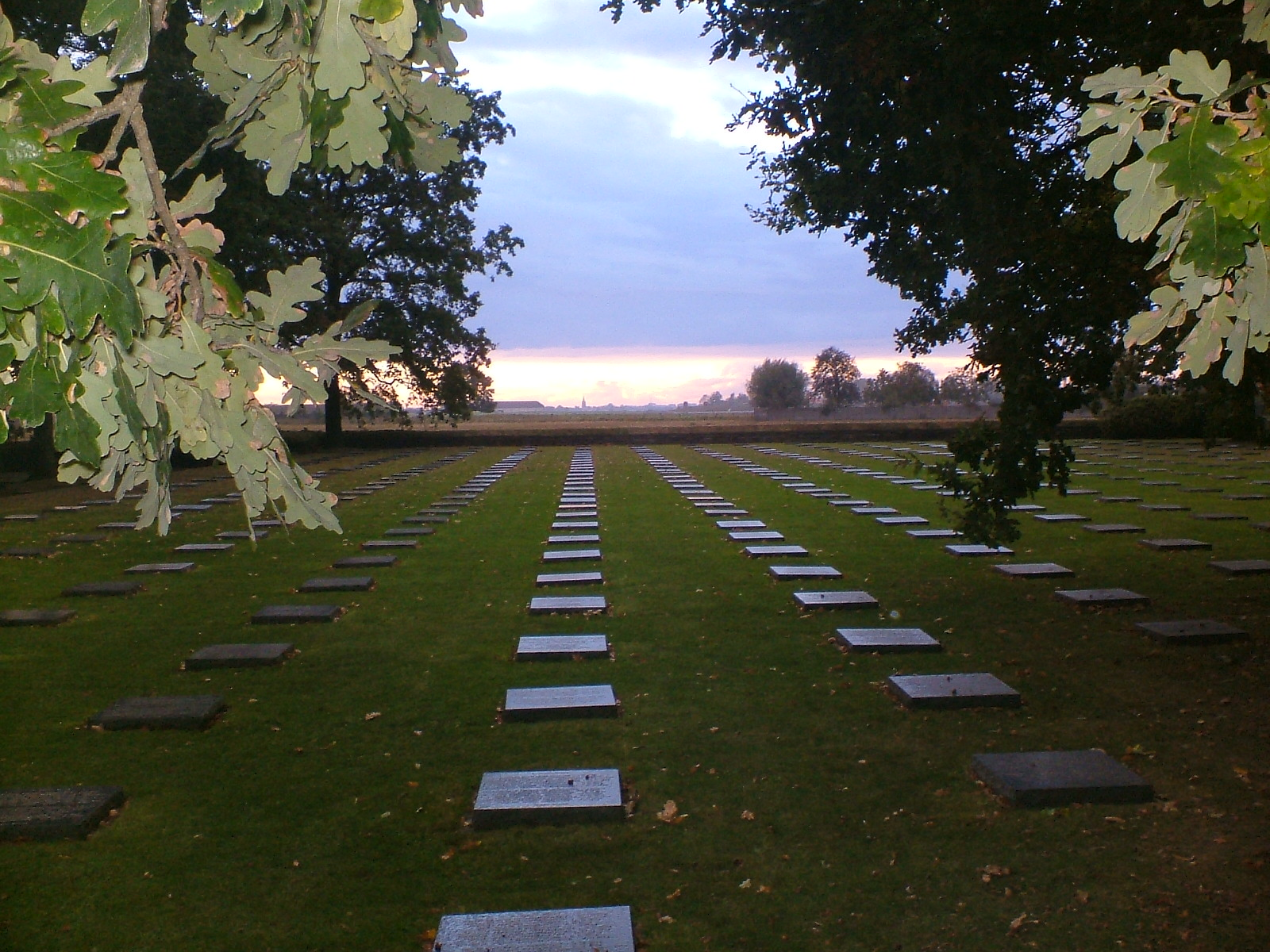
Begraafplaats
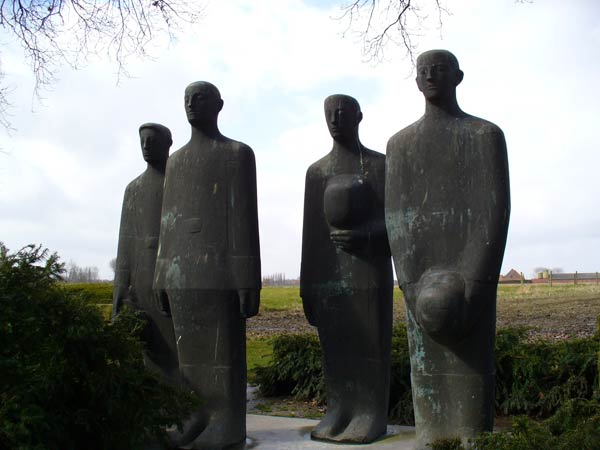
Emil Krieger: „Trauernde Soldaten“ (Treurende soldaten), Duitse oorlogsgraven Langemark, België
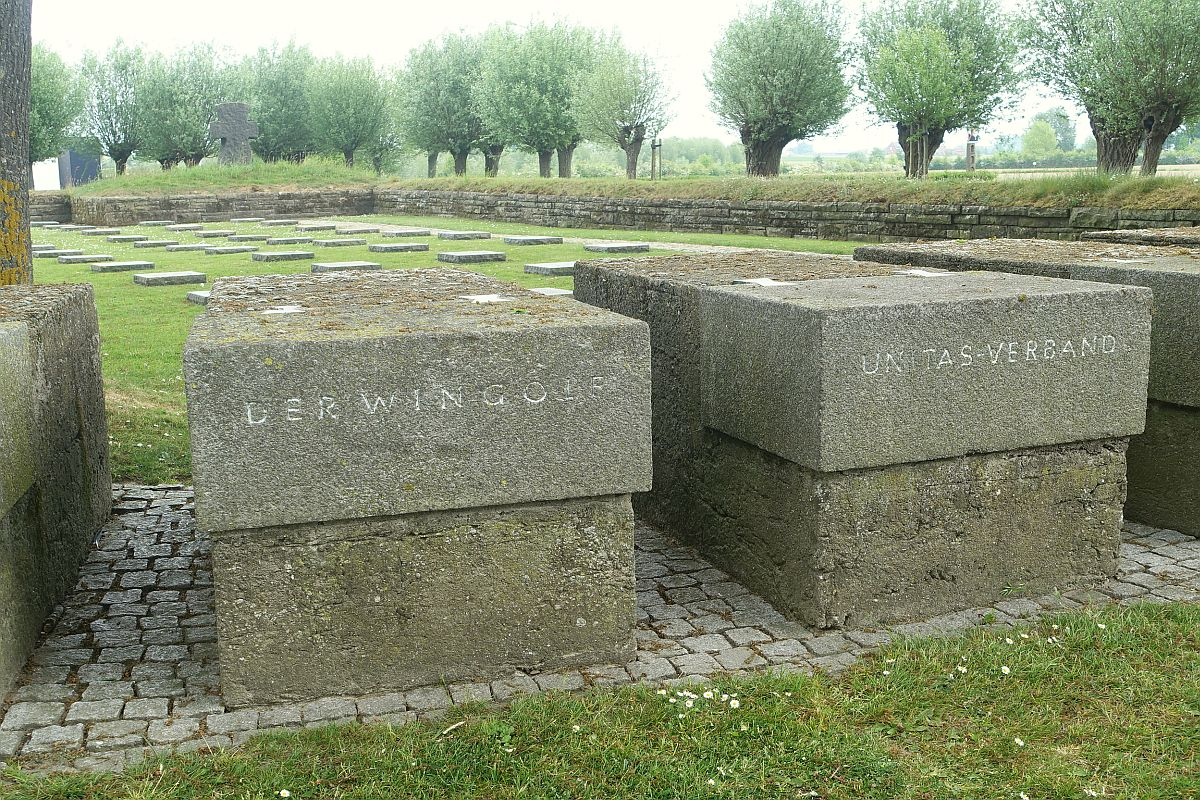
Stèles van Wingolf en Unitas-Verband